# Ministerio de Relaciones Exteriores (Corea del Sur)
El Ministerio de Relaciones Exteriores de Corea del Sur (en inglés: Ministry of Foreign Affairs; MOFA; en coreano; 외교부, en hanja; 外交部; romanización revisada del coreano; Oegyobu)  está a cargo de las relaciones exteriores del país, así como del manejo de asuntos relacionados con los ciudadanos coreanos en el extranjero .Fue establecido el 17 de julio de 1948.
Su oficina principal está ubicada en el edificio MOFA en el distrito de Jongno, Seúl . Anteriormente, el ministerio tenía su sede en una instalación en Doryeom-dong en el distrito de Jongno.

## Historia
El Ministerio de Relaciones Exteriores fue creado en 1948 siguiendo la Ley de Organización Gubernamental bajo la administración de Rhee Syng-man . Se ocupaba de asuntos de política exterior, protección de los ciudadanos coreanos en el extranjero, economía internacional, tratados, diplomacia y evaluación de las relaciones públicas internacionales y en el extranjero. La máxima prioridad para el Ministerio fue inicialmente centrarse en el “reconocimiento internacional del nuevo gobierno coreano como el único legítimo en la península de Corea”. Poco después de que se estableciera el Ministerio, se establecieron misiones en el extranjero en los Estados Unidos, el Reino Unido y Francia.
En 1963 se estableció el Instituto Educativo de Oficiales del Servicio Exterior para educar más a los funcionarios públicos extranjeros y mejorar la eficiencia de su trabajo. En 1965, el Instituto de Educación se convirtió en el Instituto de Investigación de Relaciones Exteriores. En diciembre de 1976, el Instituto de Investigación se reorganizó nuevamente para convertirse en el Instituto de Relaciones Exteriores y Seguridad. En 2012, esta institución se convirtió en la Academia Diplomática Nacional de Corea y tiene la institución de investigación y capacitación más grande de su tipo en Corea del Sur.
En 1998, el nombre del ministerio se cambió a Ministerio de Relaciones Exteriores y Comercio (MOFAT, 외교통상부) y se le otorgó jurisdicción sobre el comercio exterior. En 2013, volvió a su nombre anterior de Ministerio de Relaciones Exteriores siguiendo el plan de reorganización de Park Geun-hye, y la responsabilidad de los asuntos comerciales se transfirió al Ministerio de Economía del Conocimiento, que pasó a llamarse Ministerio de Comercio, Industria y Energía. .

## Organización
El ministro cuenta con el apoyo de dos viceministros, el canciller de nivel viceministerial de la Academia Diplomática Nacional de Corea y el Representante Especial para Asuntos de Paz y Seguridad de la Península Coreana.

## Lista de ministros
Denota ministro activo
| N.º  | Retrato                 | Nombre (Birth–Death)                          | Periodo de oficio       | Periodo de oficio       | Periodo de oficio | President      |
| N.º  | Retrato                 | Nombre (Birth–Death)                          | Comienzo del oficio     | Finalización del oficio | Time in office    | President      |
| ---- | ----------------------- | --------------------------------------------- | ----------------------- | ----------------------- | ----------------- | -------------- |
| 1    |                         | Chang Taek-sang 장택상 張澤相 (1893–1969)     | 15 de agosto de 1948    | 24 de diciembre de 1948 | 131 days          | Rhee Syng-man  |
| 2    |                         | ko 임병직 林炳稷 (1893–1976)                  | 25 de diciembre de 1948 | 15 Abril1951            | 2 years, 111 days | Rhee Syng-man  |
| 3    |                         | Byeon Yeong-tae 변영태 卞榮泰 (1892–1969)     | 16 de abril de 1951     | 28 de julio de 1955     | 4 years, 103 days | Rhee Syng-man  |
| 4    |                         | ko 조정환 曺正煥 (1892–1967)                  | 29 de julio de 1955     | 21 de diciembre de 1959 | 4 years, 145 days | Rhee Syng-man  |
| —    |                         | Choi Kyu-hah 최규하 崔圭夏 (1919–2006) Acting | 22 de diciembre de 1959 | 24 de abril de 1960     | 124 days          | Rhee Syng-man  |
| 5    |                         | Heo Jeong 허정 許政 (1896–1988)               | 25 de abril de 1960     | 19 de agosto de 1960    | 116 days          | Yun Bo-seon    |
| 6    |                         | ko 정일형 鄭一亨 (1904–1982)                  | 23 de agosto de 1960    | 20 de mayo de 1961      | 270 days          | Yun Bo-seon    |
| 7    |                         | Kim Hong-il 김홍일 金弘壹 (1898–1980)         | 21 de mayo de 1961      | 21 de julio de 1961     | 61 days           | Yun Bo-seon    |
| 8    |                         | Song Yo-chan 송요찬 宋堯讚 (1918–1980)        | 22 de julio de 1961     | 10 de octubre de 1961   | 80 days           | Yun Bo-seon    |
| 9    |                         | Choe Deok-sin 최덕신 崔德新 (1914–1989)       | 11 de octubre de 1961   | 15 de marzo de 1963     | 1 year, 155 days  | Yun Bo-seon    |
| 9    | Park Chung-hee (acting) | Choe Deok-sin 최덕신 崔德新 (1914–1989)       | 11 de octubre de 1961   | 15 de marzo de 1963     | 1 year, 155 days  |                |
| 10   |                         | Kim Yong-shik 김용식 金溶植 (1913–1995)       | 16 de marzo de 1963     | 16 de diciembre de 1963 | 275 days          |                |
| 11   |                         | Chung Il-kwon 정일권 丁一權 (1917–1994)       | 17 de diciembre de 1963 | 24 de julio de 1964     | 220 days          | Park Chung-hee |
| 12   |                         | ko 이동원 李東元 (1926–2006)                  | 25 de julio de 1964     | 26 de diciembre de 1966 | 2 years, 154 days | Park Chung-hee |
| (11) |                         | Chung Il-kwon 정일권 丁一權 (1917–1994)       | 27 de diciembre de 1966 | 29 de junio de 1967     | 184 days          | Park Chung-hee |
| 13   |                         | Choi Kyu-hah 최규하 崔圭夏 (1919–2006)        | 30 de junio de 1967     | 3 de junio de 1971      | 3 years, 338 days | Park Chung-hee |
| (10) |                         | Kim Yong-shik 김용식 金溶植 (1913–1995)       | 4 de junio de 1971      | 2 de diciembre de 1973  | 2 years, 181 days | Park Chung-hee |
| 14   |                         | ko 김동조 金東祚 (1918–2004)                  | 3 de diciembre de 1973  | 18 de diciembre de 1975 | 2 years, 15 days  | Park Chung-hee |
| 15   |                         | Park Dong-jin 박동진 朴東鎭 (1922–2013)       | 19 de diciembre de 1975 | 1 de septiembre de 1980 | 4 years, 257 days | Park Chung-hee |
| 15   | Choi Kyu-hah            | Park Dong-jin 박동진 朴東鎭 (1922–2013)       | 19 de diciembre de 1975 | 1 de septiembre de 1980 | 4 years, 257 days |                |
| 16   |                         | Lho Shin-yong 노신영 盧信永 (1930–2019)       | 2 de septiembre de 1980 | 1 de junio de 1982      | 1 year, 272 days  | Chun Doo-hwan  |
| 17   |                         | Lee Beom-seok 이범석 李範錫 (1925–1983)       | 2 de junio de 1982      | 9 de octubre de 1983    | 1 year, 129 days  | Chun Doo-hwan  |
| 18   |                         | ko 이원경 李源京 (1922–2007)                  | 15 de octubre de 1983   | 26 de agosto de 1986    | 2 years, 315 days | Chun Doo-hwan  |
| 19   |                         | ko 최광수 崔侊洙 (born 1935)                  | 26 de agosto de 1986    | 5 de diciembre de 1988  | 2 years, 101 days | Chun Doo-hwan  |
| 19   | Roh Tae-woo             | ko 최광수 崔侊洙 (born 1935)                  | 26 de agosto de 1986    | 5 de diciembre de 1988  | 2 years, 101 days |                |
| 20   |                         | ko 최호중 崔浩中 (1930–2015)                  | 5 de diciembre de 1988  | 27 de diciembre de 1990 | 2 years, 22 days  |                |
| 21   |                         | Lee Sang-ok 이상옥 李相玉 (born 1934)         | 27 de diciembre de 1990 | 26 de febrero de 1993   | 2 years, 61 days  |                |
| 22   |                         | Han Sung-joo 한승주 韓昇洲 (born 1940)        | 26 de febrero de 1993   | 24 de diciembre de 1994 | 1 year, 301 days  | Kim Young-sam  |
| 23   |                         | ko 공로명 孔魯明 (born 1932)                  | 24 de diciembre de 1994 | 7 de noviembre de 1996  | 1 year, 319 days  | Kim Young-sam  |
| 24   |                         | ko 유종하 柳宗夏 (born 1936)                  | 7 de noviembre de 1996  | 3 de marzo de 1998      | 1 year, 116 days  | Kim Young-sam  |
| 25   |                         | ko 박정수 朴定洙 (1932–2003)                  | 3 de marzo de 1998      | 4 de agosto de 1998     | 154 days          | Kim Dae-jung   |
| 26   |                         | Hong Soon-young 홍순영 洪淳瑛 (1937–2014)     | 4 de agosto de 1998     | 14 de enero de 2000     | 1 year, 163 days  | Kim Dae-jung   |
| 27   |                         | ko 이정빈 李廷彬 (born 1937)                  | 14 de enero de 2000     | 26 de marzo de 2001     | 1 year, 71 days   | Kim Dae-jung   |
| 28   |                         | Han Seung-soo 한승수 韓昇洙 (born 1936)       | 26 de marzo de 2001     | 4 de febrero de 2002    | 315 days          | Kim Dae-jung   |
| 29   |                         | ko 최성홍 崔成泓 (born 1938)                  | 4 de febrero de 2002    | 27 de febrero de 2003   | 1 year, 23 days   | Kim Dae-jung   |
| 30   |                         | Yoon Young-kwan 윤영관 尹永寬 (born 1951)     | 27 de febrero de 2003   | 17 de enero de 2004     | 324 days          | Roh Moo-hyun   |
| 31   |                         | Ban Ki-moon 반기문 潘基文 (born 1944)         | 17 de enero de 2004     | 10 de noviembre de 2006 | 2 years, 297 days | Roh Moo-hyun   |
| 32   |                         | Song Min-soon 송민순 宋旻淳 (born 1948)       | 10 de noviembre de 2006 | 29 de febrero de 2008   | 1 year, 111 days  | Roh Moo-hyun   |
| 33   |                         | Yu Myung-hwan 유명환 柳明桓 (born 1948)       | 29 de febrero de 2008   | 4 de septiembre de 2010 | 2 years, 188 days | Lee Myung-bak  |
| 34   |                         | Kim Sung-hwan 김성환 金星煥 (born 1953)       | 8 de octubre de 2010    | 11 de marzo de 2013     | 2 years, 154 days | Lee Myung-bak  |
| 35   |                         | Yun Byung-se 윤병세 尹炳世 (born 1953)        | 11 de marzo de 2013     | 18 de junio de 2017     | 4 years, 99 days  | Park Geun-hye  |
| 36   |                         | Kang Kyung-wha 강경화 康京和 (born 1955)      | 18 de junio de 2017     | 8 de febrero de 2021    | 3 years, 235 days | Moon Jae-in    |
| 37   |                         | Chung Eui-yong 정의용 鄭義溶 (born 1946)      | 9 de febrero de 2021    | 12 de mayo de 2022      | 1 year, 92 days   | Moon Jae-in    |
| 38   |                         | Park Jin 박진 朴振 (born 1956)                | 12 de mayo de 2022      | Incumbent               | 1 year, 4 days    | Yoon Suk-yeol  |

## Tareas diplomáticas clave
El Ministerio de Relaciones Exteriores participa en una serie de tareas diplomáticas que tienen como objetivo principal construir relaciones internacionales, promover la paz y proteger a la República de Corea y a los ciudadanos coreanos. Según el sitio web del ministerio, estas tareas apuntan a cumplir la visión nacional de una 'nación del pueblo, una República de Corea justa'. Se resumen a continuación de la siguiente manera:
- Resolución pacífica del problema nuclear de Corea del Norte y establecimiento de un régimen de paz en la Península de Corea

Lograr diplomáticamente la desnuclearización completa y construir un 'régimen de paz sólido y permanente en la península de Corea'.
- Promoción del interés nacional a través de la diplomacia pública y participativa

Aumentar la comprensión y el apoyo de la República de Corea y su política exterior a través de la 'diplomacia pública estratégica' y fomentando la participación y la comunicación públicas.
- Perseguir una diplomacia cooperativa asertiva con los países vecinos

Fortalecer de manera proactiva y asertiva la cooperación con China, Japón y Rusia con la 'alianza entre la República de Corea y los Estados Unidos de América jugando un papel central'. Como puerta de entrada para abordar el problema nuclear de Corea del Norte y las relaciones diplomáticas con Eurasia, el fortalecimiento de estas relaciones tiene como objetivo crear una base para la paz permanente en la península de Corea.
- Establecimiento de una comunidad de responsabilidad del noreste de Asia+

Establecer la Plataforma de Paz y Cooperación del Noreste de Asia y aplicar su Nueva Política del Norte y Nueva Política del Sur con el objetivo de construir un "ambiente pacífico y cooperativo que conduzca a la prosperidad y supervivencia a largo plazo de la República de Corea".
- Fortalecimiento de la diplomacia económica y la cooperación al desarrollo para promover el interés nacional

Cree un entorno económico internacional, aumente el compromiso con los países de mercados emergentes y responda activamente al cambio climático. Cooperativamente aumentar las contribuciones a la comunidad internacional mejorar el interés nacional.
- Fortalecimiento de la protección de los ciudadanos coreanos que viajan al extranjero y ampliación del apoyo a los coreanos en el extranjero

Proteger y aumentar sistemáticamente los beneficios de los ciudadanos coreanos que residen en el extranjero y 'vitalizar la red global coreana' mediante el fortalecimiento de su capacidad.
El MoFA (Ministerio de Relaciones Exteriores) de Corea del Sur participa en la creación de políticas ambientales y trabaja con países de todo el mundo para lograr los objetivos de desarrollo sostenible (ODS). Como tal, organizarán la Cumbre P4G de Seúl a fines de mayo de 2021. El evento se realizará en línea debido a la crisis del COVID-19 y buscará mejorar la situación actual del cambio climático. La cumbre buscará mejorar la cooperación público-privada global. El ministro de Relaciones Exteriores, Chung Eui-yong, está particularmente involucrado en esta iniciativa, ya que tiene un impacto significativo en la relación entre la República de Corea y otros países como EE. UU. y Dinamarca.
En junio de 2015, Corea del Sur publicó su Contribución determinada a nivel nacional (NDC), una iniciativa mediante la cual los países se enfocan en mejorar sus objetivos ambientales. El país se fijó el objetivo de reducir las emisiones en un 37% para 2030. Además, Corea del Sur ha participado en muchas iniciativas para reducir su huella de carbono, como la COP21 en París, ratificando el documento en diciembre de 2015. Corea ha adoptado un enfoque de "crecimiento verde" para el cambio climático, pero a pesar de estos esfuerzos, en realidad hubo un aumento en el uso del carbón durante la última década. Las predicciones han demostrado que no es probable que Corea alcance los objetivos establecidos. El MoFA, sin embargo, ha estado en estrecho contacto con Dinamarca para trabajar juntos en su Green Growth Alliance (2011) en un intento de hacer que la Cumbre P4G de Seúl sea un éxito.